# Entro in pass (album)
| Recensione | Giudizio |
| ---------- | -------- |
| Rockol     |          |

Entro in pass è il primo album in studio del gruppo musicale italiano Il Pagante, pubblicato il 16 settembre 2016.
L'album vede la sua pubblicazione dopo la messa in commercio di vari singoli a partire dal 2012. Il primo singolo estratto, l'omonimo Entro in pass, risale al 2012, mentre l'ultimo viene messo in vendita il 24 marzo 2017 e porta il titolo di Fuori corso. In totale, sono stati estratti come singoli undici tracce.

## Descrizione
Dopo la pubblicazione di vari singoli tra il 2012 e il 2015, tra cui Entro in pass e Si sboccia nel 2012, #Sbatti nel 2013, Pettinero e Faccio after nel 2014 e Vamonos nel 2015, i componenti del gruppo annunciano l'arrivo di un primo album in studio, senza una data d'uscita e organizzazione precisa, mentre nel giugno del 2016 viene confermato che l'album è concluso e che uscirà dopo l'estate. Intanto, il 10 giugno 2016 esce il singolo Bomber.
Il 9 settembre 2016 viene pubblicato il singolo DAM. Il disco viene messo in commercio il 16 settembre 2016 sia in download digitale che in formato fisico, sotto etichetta Warner Music Italy. Contiene le canzoni precedentemente pubblicate come singoli negli anni precedenti. Solamente il brano Entro in pass, il primo della band, viene pubblicato in una versione rivisitata e con la collaborazione di Jake La Furia, anche nel testo. Nell'album sono presenti sei brani inediti e sei precedentemente pubblicati. Il titolo riprende il primo singolo registrato dal gruppo musicale nel 2012. I singoli Si sboccia e Balza del 2012 non vengono inclusi nel disco. La copertina del disco vede i tre cantanti del gruppo nei panni di tre pirati, in versione animata, posti sopra della sabbia con dietro il Duomo di Milano. All'interno del compact disc vengono ripercorsi i ritrovi tipici milanesi per la formazione. Le tracce vengono registrate al Icarus Studios di Milano, tranne per la numero due incisa al Thirst For Knowledge Studio.
Il disco debutta alla posizione numero 3 della classifica album FIMI, per poi scendere alla nona posizione la settimana successiva. Entro in pass rimane in classifica per sei settimane, per poi uscire. L’album rientra varie volte in classifica, per un totale di diciassette volte. I singoli Faccio after, Pettinero e La shampista ottengono il disco d'oro, mentre DAM e Bomber ricevono la certificazione di platino.
Dallo stesso 16 settembre iniziano una serie di instore in alcune città italiane, iniziando a Varese e concludendosi il 23 settembre a Firenze.
Agli inizi di dicembre del 2018, il disco viene certificato disco d'oro, alla quarantottesima settimana dalla pubblicazione.

## Tracce
1. Entro in pass 2k16 (feat. Jake La Furia) – 2:39 (Cremona, Vigorelli, Del Bono, Panzera, Tomasi)
2. #Sbatti – 3:05 (Cremona, Tomasi, Panzera, Fedele)
3. Faccio after – 3:49 (Cremona, Panzera, Tomasi)
4. La shampista – 3:33 (Cremona)
5. Pettinero – 4:19 (Cremona, Panzera, Tomasi)
6. Fuori corso – 3:34 (Cremona, Ferrari, Panzera)
7. Vamonos – 3:18 (Cremona, Panzera, Mei)
8. Bomber – 3:14 (Cremona, Sissa, Branchini)
9. Wi-Fi – 3:49 (Cremona)
10. DAM – 2:27 (Cremona)
11. Tomorrowland – 3:12 (Cremona, Palana)
12. Ultimo – 3:35 (Cremona)

Durata totale: 40:34

## Formazione

### Gruppo
- Roberta Branchini - voce
- Federica Napoli - voce
- Eddy Veerus - voce

### Altri musicisti
- Jake La Furia - voce aggiuntiva (traccia 1)

### Produzione
- Merk & Kremont, Sissa - produzione (tracce 1,4,8,10,12)
- Merk & Kremont - produzione (tracce 2,3,5)
- Sissa, Aris Giavelli - produzione (traccia 6)
- Merk & Kremont, Bre, Sissa - produzione (tracia 7)
- Angelo Sanfilippo - chitarra (traccia 7)
- Merk & Kremont, Blanco, Fedex, Sissa - produzione (traccia 9)
- Paolo Terminello, Umberto Ferro - chitarra (traccia 10)
- Merk & Kremont, Alex Trecatichi, Dj Matrix, Matt Joe - produzione (traccia 11)

## Classifiche
| Classifica (2016) | Posizione massima |
| ----------------- | ----------------- |
| Italia            | 3                 |

## Entro in pass club tour
A seguito della pubblicazione del disco, il gruppo musicale inizia un tour in giro per l'Italia e con una data in Svizzera. Il DJ set è di DJ Fedex per tutte le date.
| Data             | Città                  | Stato    | Luogo                       |
| ---------------- | ---------------------- | -------- | --------------------------- |
| Europa           |                        |          |                             |
| 1º ottobre 2016  | Coreglia Antelminelli  | Italia   | Drop Club Piano di Coreglia |
| 15 ottobre 2016  | San Biagio di Callalta | Italia   | Supersonic Music Arena      |
| 22 ottobre 2016  | Torino                 | Italia   | Big Club                    |
| 29 ottobre 2016  | Imola                  | Italia   | Vie en rose                 |
| 30 ottobre 2016  | Empoli                 | Italia   | Mind Club                   |
| 31 ottobre 2016  | Borgo Val di Taro      | Italia   | La Baita                    |
| 12 novembre 2016 | Arezzo                 | Italia   | Class 125                   |
| 19 novembre 2016 | Gaiarine               | Italia   | Diamantik                   |
| 3 dicembre 2016  | Prato                  | Italia   | Naïf                        |
| 6 dicembre 2016  | Milano                 | Italia   | Magazzini Generali          |
| 7 dicembre 2016  | Monteriggioni          | Italia   | Vanilla                     |
| 7 dicembre 2016  | Marina di Pietrasanta  | Italia   | Bussola                     |
| 10 dicembre 2016 | Prato Nevoso           | Italia   | Open Season                 |
| 17 dicembre 2016 | Sestri Levante         | Italia   | MEP Disco                   |
| 22 dicembre 2016 | Viterbo                | Italia   | Subway                      |
| 22 dicembre 2016 | Roma                   | Italia   | Piper                       |
| 25 dicembre 2016 | Brescia                | Italia   | Eclubs                      |
| 31 dicembre 2016 | Torrenova              | Italia   | Palatorre                   |
| 11 febbraio 2017 | Alba                   | Italia   | Caveau                      |
| 18 febbraio 2017 | Nembro                 | Italia   | Oro Nero                    |
| 24 febbraio 2017 | Domodossola            | Italia   | Trocadero                   |
| 25 febbraio 2017 | Torre San Patrizio     | Italia   | Le Dome                     |
| 2 marzo 2017     | Legnano                | Italia   | Magriffe                    |
| 3 marzo 2017     | Agropoli               | Italia   | Sporting Club               |
| 4 marzo 2017     | Montecatini Terme      | Italia   | Lidò Le Panteraie           |
| 4 marzo 2017     | Coreglia Antelminelli  | Italia   | Drop                        |
| 11 marzo 2017    | Terni                  | Italia   | Plastik                     |
| 18 marzo 2017    | Luino                  | Italia   | Loft 53                     |
| 26 marzo 2017    | Milano                 | Italia   | Slimefest                   |
| 1º aprile 2017   | Bormio                 | Italia   | Bormiofest                  |
| 8 aprile 2017    | Pordenone              | Italia   | Tio Disco                   |
| 12 aprile 2017   | Melzo                  | Italia   | Hangar 11                   |
| 13 aprile 2017   | Messina                | Italia   | Cosmopolitan                |
| 16 aprile 2017   | Alghero                | Italia   | Ruscello                    |
| 28 aprile 2017   | Locarno                | Svizzera | Rotonda                     |
| 30 aprile 2017   | Napoli                 | Italia   | Arenile                     |

### Concerti annullati o spostati
- Il concerto e seconda data del 31 ottobre 2016 a Gazzola è stato annullato[21].
- Il concerto del 6 dicembre 2016 previsto alla discoteca Hollywood[21] è stato spostato ai Magazzini Generali.